# Eleyās
Eleyās (persiska: الیاس, Elyās-e Ābezhdān, Elyās) är en ort i Iran.   Den ligger i provinsen Khuzestan, i den centrala delen av landet, 400 km söder om huvudstaden Teheran. Eleyās ligger 569 meter över havet och antalet invånare är 321.
Terrängen runt Eleyās är varierad. Runt Eleyās är det ganska tätbefolkat, med 56 invånare per kvadratkilometer. Närmaste större samhälle är Shū Gol-e Ḩājjīvand, 2,0 km nordväst om Eleyās. Omgivningarna runt Eleyās är i huvudsak ett öppet busklandskap.